# Titi Winterstein
Titi Winterstein (* 25. Oktober 1956; † 13. Juni 2008 in Offenburg) war ein deutscher Jazzgeiger und einer der wichtigsten Vertreter des deutschen Sinti-Swing. Er verbrachte seine Kindheit in Mainz auf dem Hartenberg.

## Leben und Wirken
Winterstein lernte bei seinem Vater Tokeli Winterstein, einem der wenigen Überlebenden des NS-Holocaust aus seiner Familie, mit 8 Jahren Gitarre; später kam die Geige dazu.
1965, zum Abschluss der Sinti-Wallfahrt in Illingen, trat er zum ersten Mal auf. 1972 holte der Gitarrist Häns’che Weiss, der gerade die Gruppe des Geigers Schnuckenack Reinhardt verlassen hatte, den damals 15-Jährigen in sein neu gegründetes Quintett in der klassischen Hot Club-Besetzung Violine, Sologitarre, zwei Rhythmus-Gitarren und Kontrabass, wo das „Wunderkind“ rasch für Furore sorgte und auch international auftreten konnte.
1978 gründete Winterstein sein eigenes Ensemble (zunächst als Quintett, u. a. mit Lulu Reinhardt und seinem Cousin Ziroli Winterstein), mit dem er sechs Alben veröffentlichte und in einem SDR-Fernsehfilm Saitenstraßen mitwirkte. Im Tatort: Armer Nanosh von 1989 hatte er einen Auftritt als Musiker.
Daneben wirkte Winterstein auch politisch, beteiligte sich an Fritz Raus Grüner Raupe im Bundestagswahlkampf 1983 und an der von der Friedensbewegung initiierten Menschenkette Stuttgart-Ulm.
1993 wurde er von Yehudi Menuhin zu der Veranstaltung „All the world’s violins“ nach Brüssel eingeladen, wo er mit zahlreichen Größen seines Fachs wie Stéphane Grappelli auftrat. Im Mai 2003 wurde Titi Winterstein anlässlich eines Auftritts beim „Europäischen Festival der Musik der Roma und Sinti“ im Berliner Haus der Kulturen der Welt mit dem Django Reinhardt-Preis ausgezeichnet.

## Ehrungen
- 1978 Deutscher Schallplattenpreis (als Mitglied des Häns'che-Weiss-Quintetts)
- 2003 Prix Django Reinhardt